# Cacém
Cacém is een plaats en freguesia in de Portugese gemeente Sintra in het district Lissabon. In 2001 was het inwonertal 22.271 op een oppervlakte van 8 km². Cacém is sinds 2001 een zelfstandige freguesia en vormt sindsdien samen met Agualva, Mira-Sintra en São Marcos de stad (cidade) Agualva-Cacém.